# 8 Heures de Bahreïn
Les 8 Heures de Bahreïn (anciennement 6 Heures de Bahreïn) sont une course automobile qui se déroule sur le Circuit international de Sakhir dans le Royaume de Bahreïn. Elle fait partie du Championnat du monde d'endurance FIA. Cette épreuve se déroule en partie en nocturne.

## Histoire
Absente en 2018, l'épreuve fait son retour au calendrier en 2019 sous un format de huit heures.

## Circuit
Les 8 Heures de Bahreïn se déroulent sur le Circuit international de Sakhir, circuit situé au Bahreïn. Il est composé de plusieurs longues lignes droites et de nombreux virages lents. Ce circuit est célèbre car il accueille la Formule 1.

## Palmarès
| Année    | Pilotes                                            | Écurie                | Voiture                 | Championnat                          |               |
| 6 Heures | 6 Heures                                           | 6 Heures              | 6 Heures                | 6 Heures                             |               |
| -------- | -------------------------------------------------- | --------------------- | ----------------------- | ------------------------------------ | ------------- |
| 2012     | André Lotterer Benoît Tréluyer Marcel Fässler      | Audi Sport Team Joest | Audi R18 e-tron quattro | Championnat du monde d'endurance FIA |               |
| 2013     | Anthony Davidson Sébastien Buemi Stéphane Sarrazin | Toyota Racing         | Toyota TS030 Hybrid     | Championnat du monde d'endurance FIA |               |
| 2014     | Mike Conway Stéphane Sarrazin Alexander Wurz       | Toyota Racing         | Toyota TS040 Hybrid     | Championnat du monde d'endurance FIA |               |
| 2015     | Marc Lieb Romain Dumas Neel Jani                   | Porsche Team          | Porsche 919 Hybrid      | Championnat du monde d'endurance FIA |               |
| 2016     | Loïc Duval Lucas di Grassi Oliver Jarvis           | Audi Sport Team Joest | Audi R18                | Championnat du monde d'endurance FIA |               |
| 2017     | Sébastien Buemi Anthony Davidson Kazuki Nakajima   | Toyota Gazoo Racing   | Toyota TS050 Hybrid     | Championnat du monde d'endurance FIA |               |
| 2018     | Pas de course                                      | Pas de course         | Pas de course           | Pas de course                        | Pas de course |
| 8 Heures |                                                    |                       |                         |                                      |               |
| 2019     | Mike Conway Kamui Kobayashi José María López       | Toyota Gazoo Racing   | Toyota TS050 Hybrid     | Championnat du monde d'endurance FIA |               |
| 2020     | Mike Conway Kamui Kobayashi José María López       | Toyota Gazoo Racing   | Toyota TS050 Hybrid     | Championnat du monde d'endurance FIA |               |
| 6 Heures |                                                    |                       |                         |                                      |               |
| 2021     | Mike Conway Kamui Kobayashi José María López       | Toyota Gazoo Racing   | Toyota GR010 Hybrid     | Championnat du monde d'endurance FIA |               |
| 8 Heures |                                                    |                       |                         |                                      |               |
| 2021     | Sébastien Buemi Kazuki Nakajima Brendon Hartley    | Toyota Gazoo Racing   | Toyota GR010 Hybrid     | Championnat du monde d'endurance FIA |               |
| 2022     | Mike Conway Kamui Kobayashi José María López       | Toyota Gazoo Racing   | Toyota GR010 Hybrid     | Championnat du monde d'endurance FIA |               |
| 2023     | Sébastien Buemi Brendon Hartley Ryo Hirakawa       | Toyota Gazoo Racing   | Toyota GR010 Hybrid     | Championnat du monde d'endurance FIA |               |